# تو استرایک (داکوتای جنوبی)
تو استرایک(به انگلیسی: Two Strike) شهری در ایالت داکوتای جنوبی کشور ایالات متحده آمریکا است که جمعیت آن در سرشماری سال ۲۰۱۰ میلادی، ۲۰۹ نفر بوده‌است.